# Ordre de bataille lors de la bataille de San Millan-Osma
La bataille de San Millan-Osma se déroule le 18 juin 1813 à San Millán de San Zadornil et à Osma, en Espagne. Elle oppose deux divisions françaises commandées par les généraux Antoine Louis Popon de Maucune et Jacques Thomas Sarrut à deux divisions de l'armée anglo-hispano-portugaise du duc de Wellington. Les affrontements se soldent par une victoire des Alliés. 
À l'été 1813, la puissante armée des Alliés, sous les ordres du duc de Wellington, oblige les troupes françaises à abandonner ses conquêtes et à se réfugier derrière l'Èbre. Le commandement français croit la position sûre, mais Wellington marche en direction du nord pour prendre ses adversaires de flanc. C'est dans ce contexte qu'à San Millán, la Light Division commandée par le major-général Charles Alten tombe sur la division française Maucune, tandis qu'à Osma, la division Sarrut se heurte aux régiments de la King's German Legion menés par le général Howard.

## San Millán

### Ordre de bataille français
5e division de l'armée du Portugal : général de division Antoine Louis Popon de Maucune, commandant en chef — 4 518 hommes

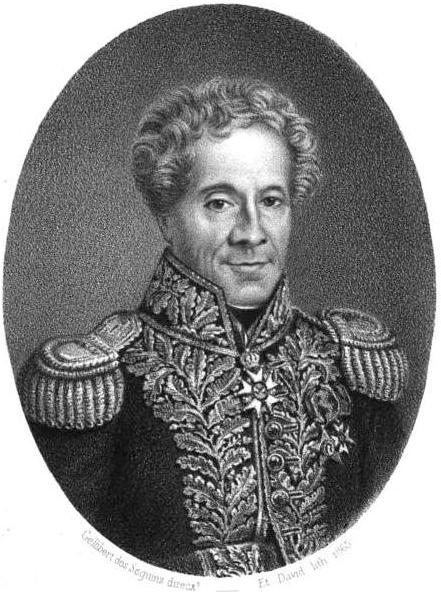
Le général Pierre-Armand Pinoteau, commandant la 1re brigade de la division Maucune. Lithographie de 1865.

- 1re brigade : général de brigade Pierre-Armand Pinoteau — 1 978 hommes
  - 3e régiment de hussards — 1 escadron, 232 hommes
  - 17e régiment d'infanterie légère — 1 bataillon, 669 hommes
  - 15e régiment d'infanterie de ligne — 2 bataillons, 1 077 hommes
- 2e brigade : général de brigade Jacques de Montfort — 2 540 hommes
  - 26e régiment de chasseurs à cheval — 1 escadron, 292 hommes
  - 66e régiment d'infanterie de ligne — 1 bataillon, 705 hommes
  - 82e régiment d'infanterie de ligne — 1 bataillon, 658 hommes
  - 86e régiment d'infanterie de ligne — 1 bataillon, 885 hommes
  - Bagages de la division — 1 détachement d'escorte

### Ordre de bataille allié

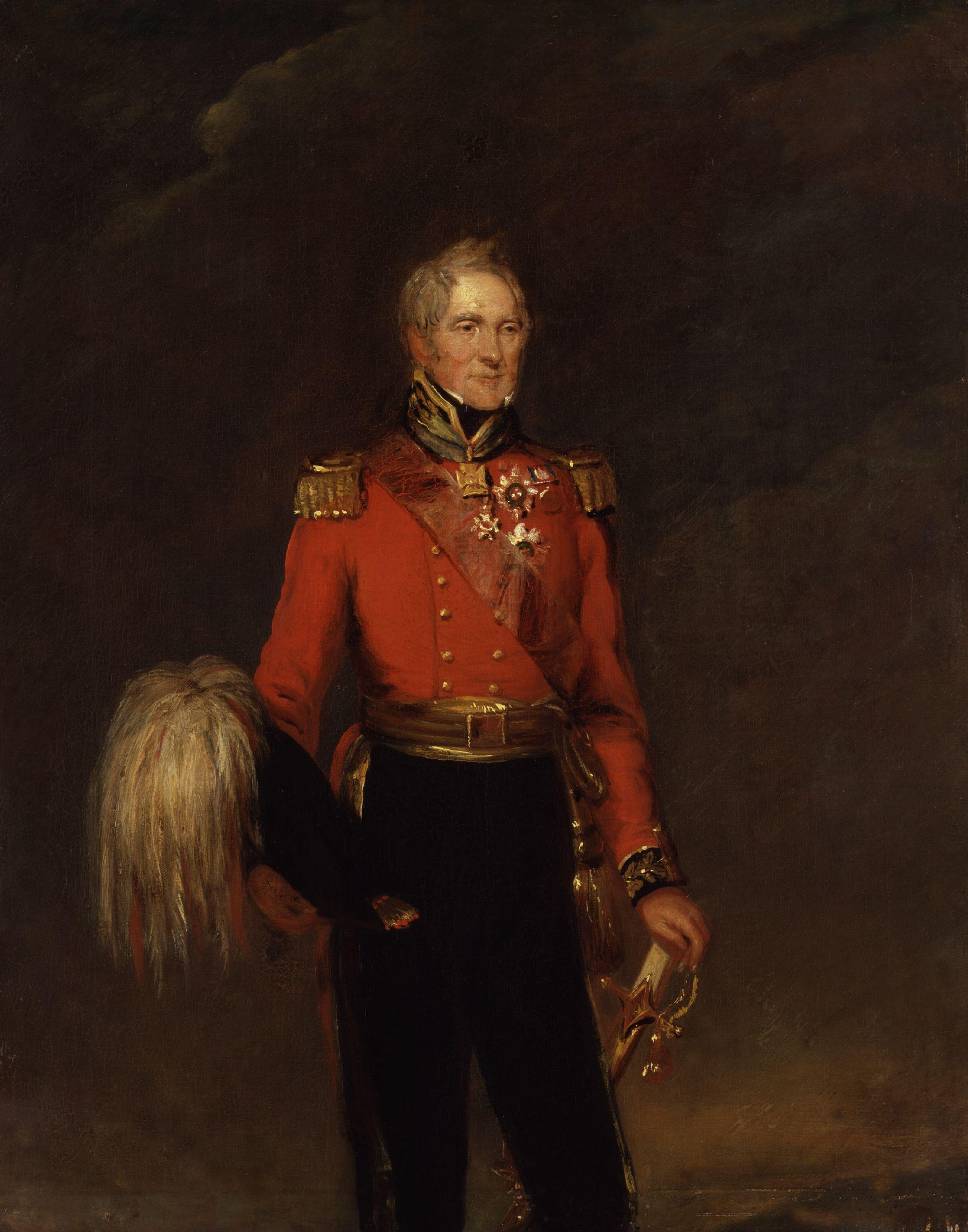
Le major-général John Omsby Vandeleur, commandant la 2e brigade de la Light Division. Peinture de William Salter.

Light Division : major-général Charles Alten, commandant en chef — 5 650 hommes
- 1er régiment de hussards de la King's German Legion — 1 escadron, 166 hommes
- 1re brigade : major-général James Kempt — 2 597 hommes
  - 1er bataillon du 95th Rifle Corps — 1 bataillon, 720 hommes
  - 3e bataillon du 95th Rifle Corps — 1 bataillon, 450 hommes
  - Bataillon léger du 43rd Regiment of Foot « Monmouthshire » — 1 bataillon, 907 hommes
  - 1er Caçadores « Castello de Vide » — 1 bataillon, 520 hommes
- 2e brigade : major-général John Omsby Vandeleur — 2 887 hommes
  - 3e Caçadores « Villa Real » — 1 bataillon, 525 hommes
  - Bataillon léger du 52nd Regiment of Foot « Oxfordshire » — 1 bataillon, 922 hommes
  - 2e bataillon du 95th Rifle Corps — 1 bataillon, 540 hommes
  - 17e Linea Regimento « 2° Elvas » — 2 bataillons, 900 hommes

## Osma

### Ordre de bataille français
4e division de l'armée du Portugal : général de division Jacques Thomas Sarrut, commandant en chef — 4 802 hommes,

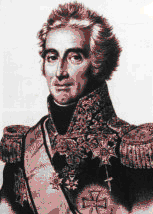
Le général Joseph François Fririon, commandant la 1re brigade de la division Sarrut.

- 1re brigade : général de brigade Joseph François Fririon
  - 2e régiment d'infanterie légère
  - 36e régiment d'infanterie de ligne
- 2e brigade : général de brigade Jean-Baptiste Pierre Menne
  - 4e régiment d'infanterie légère
  - 65e régiment d'infanterie de ligne

### Ordre de bataille allié
1re division de l'armée alliée : major-général Kenneth Howard, commandant en chef — 4 854 hommes,

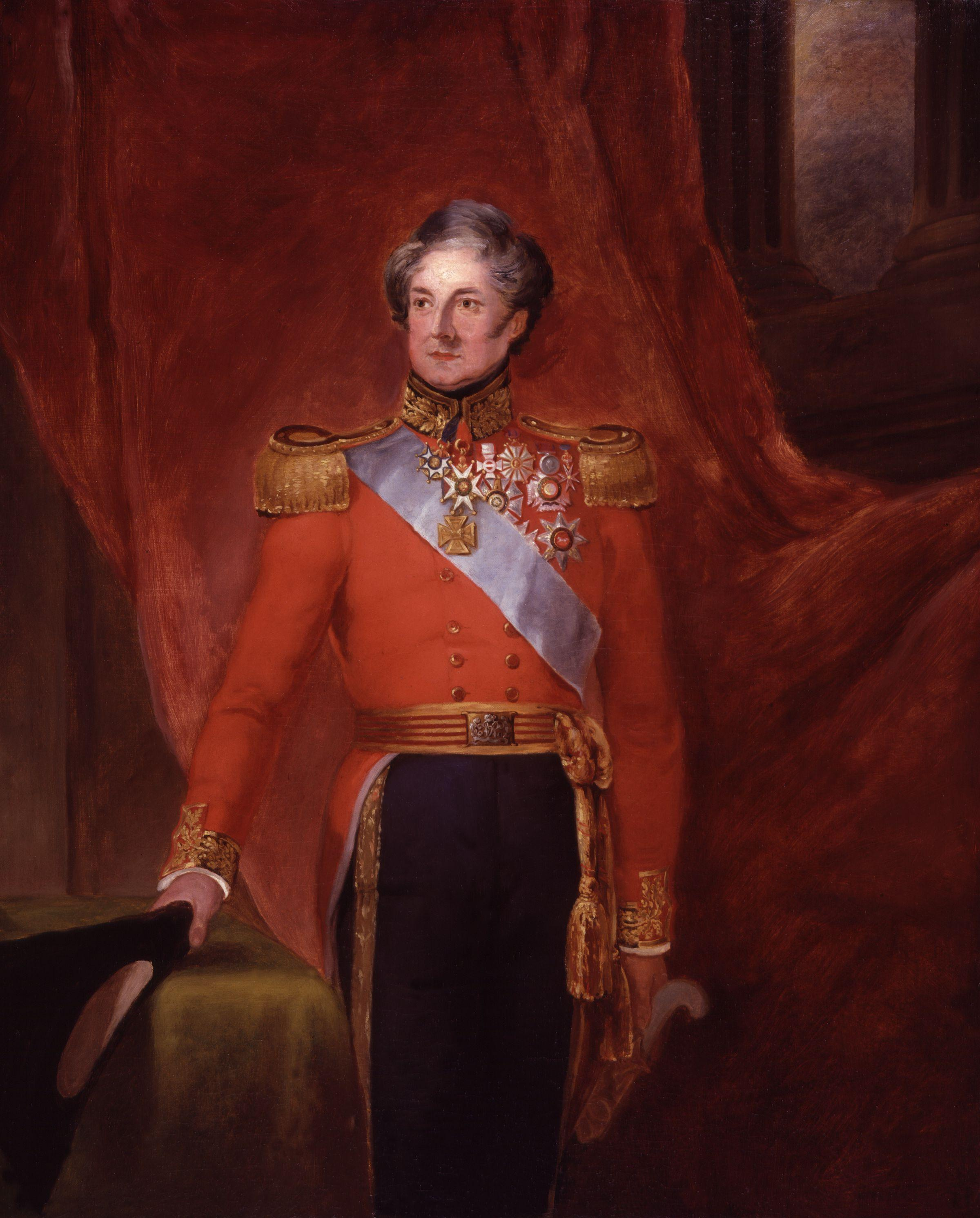
Le brigadier-général Colin Halkett, commandant la 2e brigade de la division Howard. Peinture de William Salter.

- 1re brigade : brigadier-général Edward Stopford — 1 728 hommes
  - 5e bataillon du 60th Regiment of Foot — 1 compagnie
  - 1er bataillon du 2nd Foot Guards — 1 bataillon
  - 1er bataillon du 3rd Foot Guards — 1 bataillon
- 2e brigade : brigadier-général Colin Halkett — 3 126 hommes
  - 1st Light Battalion de la King's German Legion — 1 bataillon
  - 2nd Light Battalion de la KGL — 1 bataillon
  - 1st Line Battalion de la KGL — 1 bataillon
  - 2nd Line Battalion de la KGL — 1 bataillon
  - 5th Line Battalion de la KGL — 1 bataillon